# Gaillardia grandiflora
Gaillardia grandiflora là một loài thực vật có hoa trong họ Cúc. Loài này được Van Houtte mô tả khoa học đầu tiên năm 1857.